# Юридический журнал
«Юриди́ческий журна́л» — журнал на юридическую тематику, выходивший в Санкт-Петербурге с сентября 1860 по 1861 год.

## История
«Юридический журнал» выходил в Санкт-Петербурге ежемесячно с сентября 1860 по 1861 год. Всего было выпущено девять номеров.
Издавал журнал писатель П. А. Салманов (1817—1882).
Своей целью журнал ставил распространение юридических сведений среди читателей-неспециалистов.
В нём помещались статьи по теории и истории русского права, вопросам судопроизводства, отчеты о наиболее громких русских и особенно иностранных судебных процессах, а также повести, сюжеты которых строились на основе судебных дел.
Издание придерживалось консервативного направления. Выступало в защиту гласности и улучшения законодательства в целях облегчения борьбы с «революционными тенденциями». Революционным методам борьбы журнал противопоставлял развитие просвещения и «нравственное усовершенствование».
В «Юридическом вестнике» участвовали И. А. Арсеньев, С. И. Баршев, К. Д. Кавелин, П. Д. Колосовский, А. П. Чебышёв-Дмитриев, И. Н. Шилль и другие.